# انصار عباسی
انصار عباسی محققی ویراستار برای یکی از روزنامه‌های معتبر پاکستانی به نام نیوز اینترنشنال (به انگلیسی: The News International) می‌باشد.